# Presław Borisow
Presław Płamenow Borisow, bułg. Преслав Пламенов Борисов (ur. 7 marca 1977 w Sofii) – bułgarski przedsiębiorca i polityk, poseł do Parlamentu Europejskiego VII kadencji.

## Życiorys
W 2000 ukończył studia agronomiczne na Uniwersytecie Leśnictwa w Sofii. Odbywał studia podyplomowe na uczelniach zagranicznych. Pracował w przedsiębiorstwach handlowych w kraju i w Wielkiej Brytanii. Zaangażował się w działalność partii politycznej GERB. W 2007 i w 2009 bez powodzenia kandydował do Parlamentu Europejskiego. W 2013 objął mandat w Europarlamencie, gdy zrezygnowała z niego Iliana Iwanowa. Przystąpił do grupy Europejskiej Partii Ludowej.